# Paty (personaje de El Chavo)
Paty es un personaje de la serie de televisión El Chavo del Ocho, la cual fue interpretada por 4 actrices: Patty Juárez (1972), Rosita Bouchot (1975), Ana Lilian de la Macorra (1978-1979) y Verónica Fernández (1987-1988).

## Apariciones
Al inicio, Paty sólo aparecía en tres capítulos, uno de estos es cuando se mudaba con su tía Gloria al departamento de la escalera de la vecindad. El Chavo y Quico, al verla, se enamoraban instantáneamente de ella, lo cual causa envidia a la Chilindrina (A la Popis en la serie animada). Pero, después de su aparición en el año 1978, Paty se convierte en personaje regular de la serie, asistiendo con los demás niños a la escuela e interactuando con ellos en la vecindad, lo cual duró hasta 1979.

## Personalidad y apariencia física
Paty es algo creída e inocente, en ocasiones se asemeja a la Popis. El Chavo está enamorado de ella, y siempre intenta llamar su atención, por lo cual causa que la Chilindrina le haga bromas pesadas y la trate con desprecio, debido a los celos que le tiene. Pero, en la serie animada, al no aparecer la Chilindrina, ella se vuelve más asertiva que en la serie original, sin tomar un papel tan relevante.
La apariencia de Paty en la serie no es definida. Por lo general, ella tiene pelo marrón, en el cual tiene una o dos coletas, y lleva varios vestidos, uno de color azul, otro de color crema y una falda negra con camisa blanca. Siempre lleva a su oso de peluche. 
En la primera temporada del Chavo Animado, ella tiene piel bronceada, pelo rojo corto con una diadema amarilla, ojos verde claro y lleva una camisa azul con un overol naranja con calcetas amarillentas y zapatos marrones. A partir de la segunda temporada, usa un vestido color verde, calcetas blancas con zapatos grises y un sombrero de paja, adornado con dos flores en cada lado. Siempre fue interpretada por actrices muy lindas, llamando siempre la atención del Chavo.